# Elaphoglossum parvisquameum

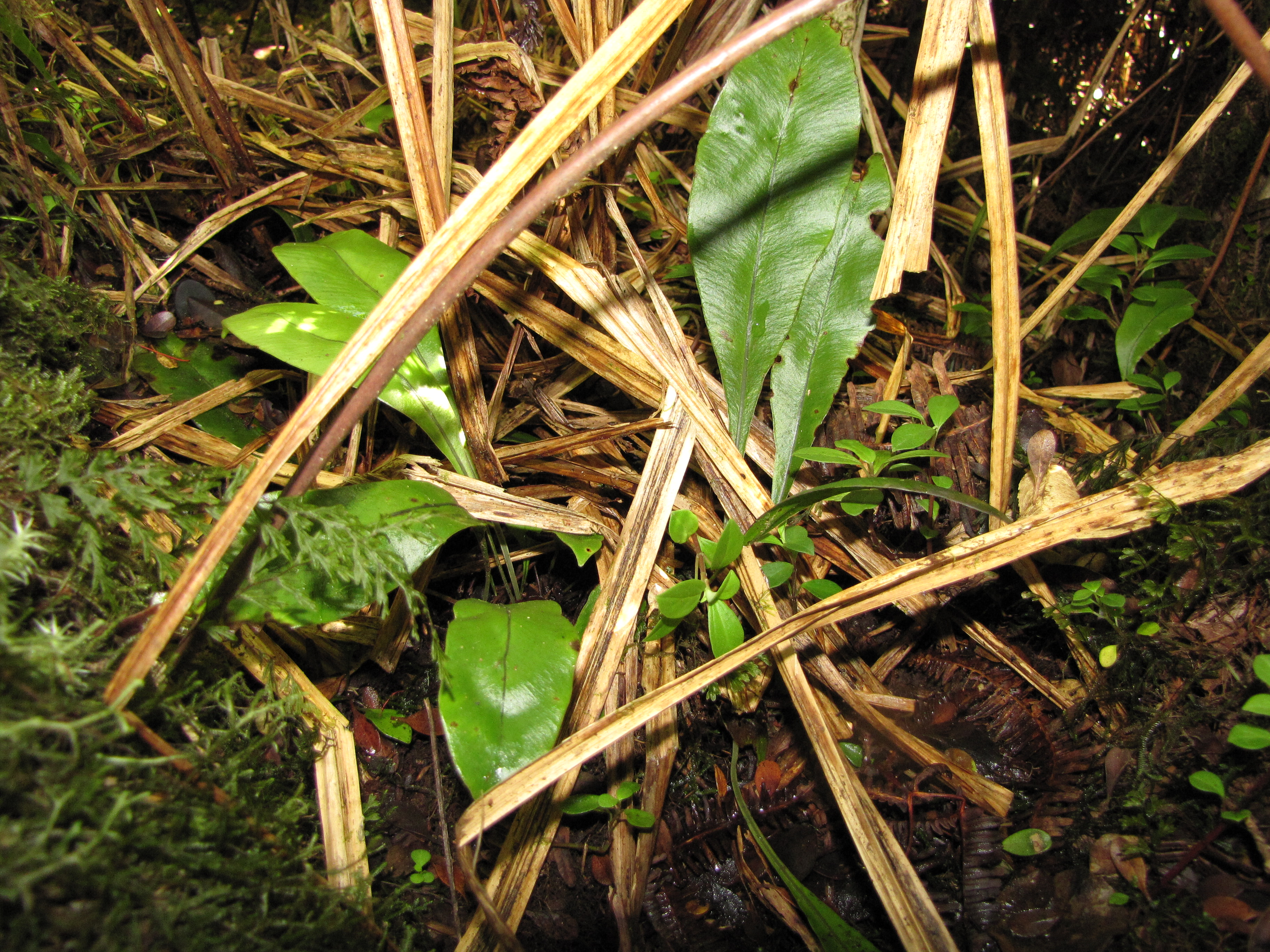

Elaphoglossum parvisquameum là một loài dương xỉ trong họ Dryopteridaceae. Loài này được Skottsb. mô tả khoa học đầu tiên.